# Ulf Sandström (ishockeyspelare)
Ulf "Sasse" Sandström, född 24 april 1967, är en svensk ishockeyspelare, uppvuxen i Härnösand.
Som 20-åring slog "Sasse" igenom i Modo med att göra 26 mål på 38 matcher vilket resulterade i att han fick representera Tre kronor i OS 1988 där han var med i truppen som tog hem ett OS-brons.
Ulf "Sasse" Sandström spelade i Bodens IK säsongen 1993/1994, den säsongen som Bodens IK var en straff ifrån att avancera från dåvarande division 1 till Elitserien. AIK fick när det återstod mindre än 2 minuter av matchen ett straffslag emot sig som Ulf Sandström missade. Samma säsong hade Ulf satt 5 av 5 straffar men den sjätte missades vilket resulterade i att AIK och inte Bodens IK spelade i Elitserien kommande säsong.
Säsongen 1997/1998 var "Sasses" sista säsong som aktiv, problem med ryggen samt ett mindre sug efter hockeyn var orsaken. Idag jobbar Ulf som säljare.
En tragisk cykelolycka har lämnat Ulf paralyserad från midjan nedåt.

## Klubbar
- Murbergets UF
- Bondsjö SK
- IF Älgarna
- Antjärns IK
- MoDo Hockey
- Luleå HF
- Bodens IK

## Meriter
- 47 A landskamper
- 2 U landskamper
- 29 J landskamper